# موریس اوئه
موریس اوئه (فرانسوی: Maurice Huet‎; ۱ دسامبر ۱۹۱۸ – ۸ ژوئن ۱۹۹۱) شمشیرباز اهل فرانسه بود.
وی در مسابقات کشوری و بین‌المللی در مجموع برندهٔ ۱ مدال طلا شده‌است.